# جين شارب
جين شارب (بالإنجليزية: Gene Sharp)‏ ‏(21 كانون ثاني 1928 - 28 يناير 2018) هو أستاذ العلوم السياسية في جامعة ماساتشوستس في دارتموث ومرشح للحصول على جائزة نوبل للسلام. ارتبط اسم جين شارب بالكتابة والتأليف في الموضوعات الخاصة بالكفاح السلمي، وقد استقت من كتاباته العديد من التحركات المناهضة للحكومات حول العالم.
ولد جين في ولاية أوهايو في الولايات المتحدة الأمريكية لأب يهودي وأم مسيحية، وحصل على درجة البكالوريوس في العلوم الاجتماعية عام 1949 من جامعة ولاية أوهايو، كما تخرج في الجامعة ذاتها بعد حصوله على درجة الماجستير في علم الاجتماع عام 1951. وقد تعرض جين للسجن مدة تسعة أشهر في العام 1953-1954، وذلك على خلفية احتجاجه ضد عملية التجنيد للمشاركة في الحرب الكورية. وتلقى في العام 1968 درجة الدكتوراه في الفلسفة في مجال النظرية السياسية من جامعة أكسفورد.
يدرس جين العلوم السياسية في جامعة ماساتشوستس في دارتموث منذ العام 1972، كما كان يشرف في الوقت ذاته على الأبحاث والدراسات في جامعة هارفرد، وبالأخص في مركز الدراسات الدولية، وذلك منذ العام 1965. وقد أنشأ عام 1983 معهد ألبرت أينشتاين، وهو منظمة غير ربحية متخصصة في دارسة العمل السلمي وتعزيزه كوسيلة للحصول على الحقوق والتخلص من الظلم حول العالم.

## إسهام جين شارب في نظرية الحراك السلمي
يقول جين أنه استمد أفكاره من دراسات متعمقة لحركة مهاتما غاندي في المقام الأول، ومن هنري ديفيد ثورو، وإن كان تأثره بثورو أقل. كما يذكر العديد من المصادر التي تأثر بها في كتابه الصادر عام 1973 بعنوان "سياسة الحراك السلمي"، والذي كان توسعاً على أطروحته للدكتوراه عام 1968. ويقدم في كتابه تحليلاً سياسياً عملياً عن الحراك السلمي كوسيلة لممارسة القوة في فترات النزاع.
ومن أهم الأفكار التي يطرحها جين هو أن السلطة ليست أحادية ثابتة، أي أنها ليست أمراً لا يمكن انتزاعه من أصحاب السلطة، ولكنه يرى أن السلطة السياسية، أي سلطة الدولة، بغض النظر عن طبيعة تنظيمها، هي نابعة في المقام الأول من المواطنين فيها. وهو يرى أن أي قاعدة للسلطة إنما هي قائمة على طاعة المواطنين لأوامر الحاكم أو الساسة، فإن امتنع المواطنون عن الطاعة، ففي هذه الحالة يفقد الحاكم سلطته.
كما يرى جين أن كل قاعدة فعالة للسلطة يكون فيها أنظمة تعمل على تشجيع أو تحصيل الطاعة من الأفراد، وعادة ما يكون للدول أنظمة معقدة للحفاظ على التزام المواطنين وطاعتهم. وهذه الأنظمة تشتمل على مؤسسات الدولة المعروفة، كالشرطة والمحاكم والهيئات التنظيمية، ولكنها قد تشمل كذلك بعض الجوانب الثقافية التي تشجع على الطاعة من خلال غرس مفهوم أحادية السلطة وقدسيتها ومكانتها. وتعمل هذه الأنظمة على تحديد العقوبات للترهيب، والمنح والمزايا للترغيب، وهذا كله يؤثر على مدى الطاعة من قبل الأفراد.

## وصلات خارجية
- جين شارب على موقع مونزينجر (الألمانية)

• [معهد ألبرت أينشتاين http://www.aeinstein.org/]